# Omiécourt

Omiécourt este o comună în departamentul Somme, Franța. În 1 ianuarie 2018 avea o populație de 271 de locuitori.